# Reserva Ecológica de Buenos Aires

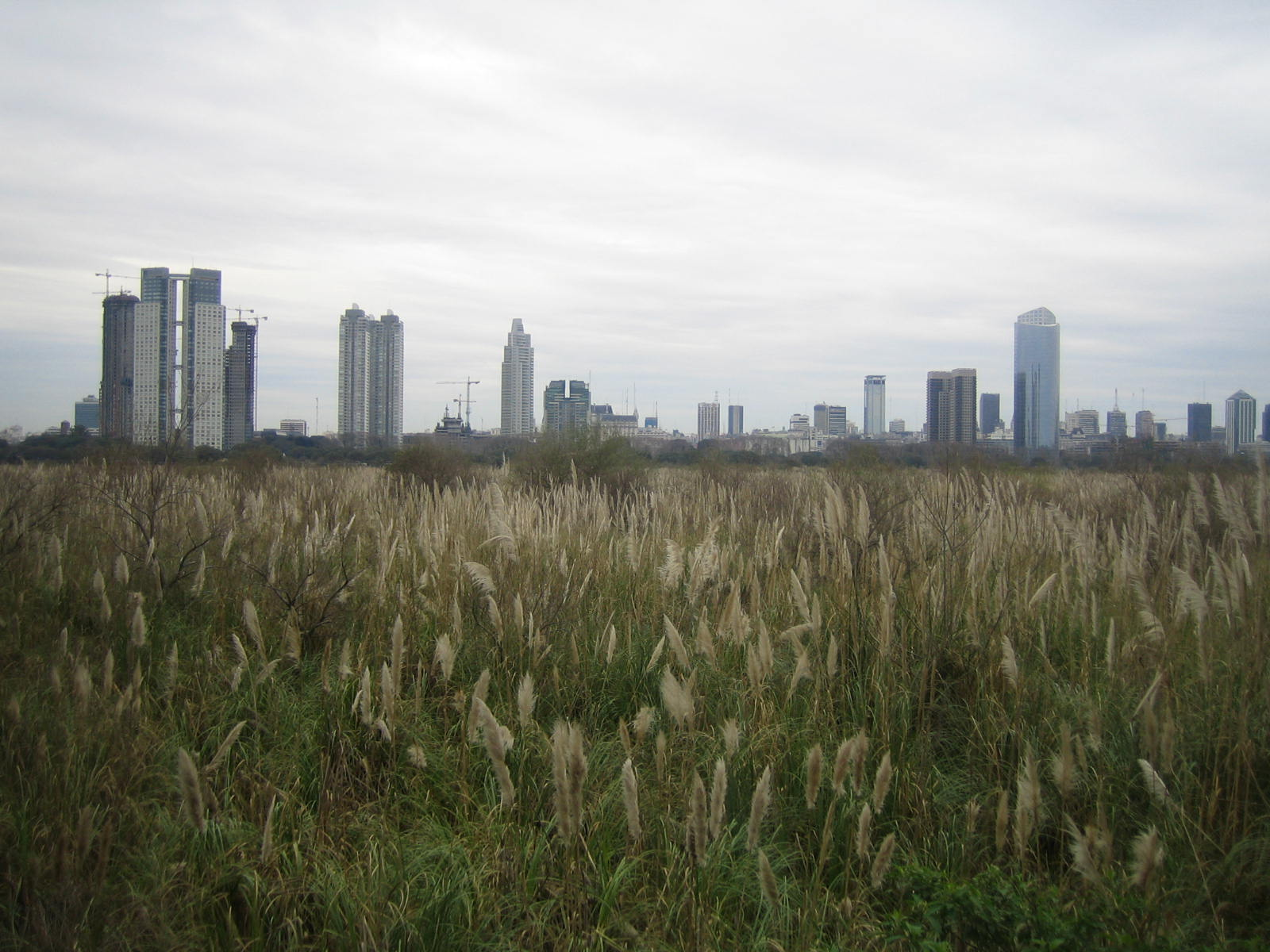
Vista da reserva: ao fundo, se veem os edifícios do Centro de Buenos Aires.

A Reserva Ecológica de Buenos Aires, também denominada Reserva Ecológica Costanera Sur, é um gigantesco espaço verde no lado leste do bairro de Puerto Madero, na Cidade Autônoma de Buenos Aires, na Argentina. Está localizado na costa do Rio da Prata. A reserva se encontra em um grande terreno de 350 hectares ganhado ao rio, ao se aterrar uma porção do mesmo com os escombros das demolições realizadas para a construção de autopistas nas décadas dos 1970 e 1980.
Se o objetivo original desses aterros era urbanizar a região para convertê-la em uma expansão da área central da cidade, este projeto foi finalmente cancelado e os terrenos ficaram abandonados. Durante os anos de abandono, espontaneamente se desenvolveu, no terreno, um verdadeiro mostruário dos distintos ecossistemas nativos da planície chaco-pampeana: pastagens, lagunas, bosques de salgueiros e de acácias etc., com grande riqueza no que se refere à flora e fauna. 

## Visitas à Reserva
A Reserva Ecológica está aberta durante todo o ano. Possui acesso gratuito por sua entrada localizada no espigão do sul de la Costanera Sur.

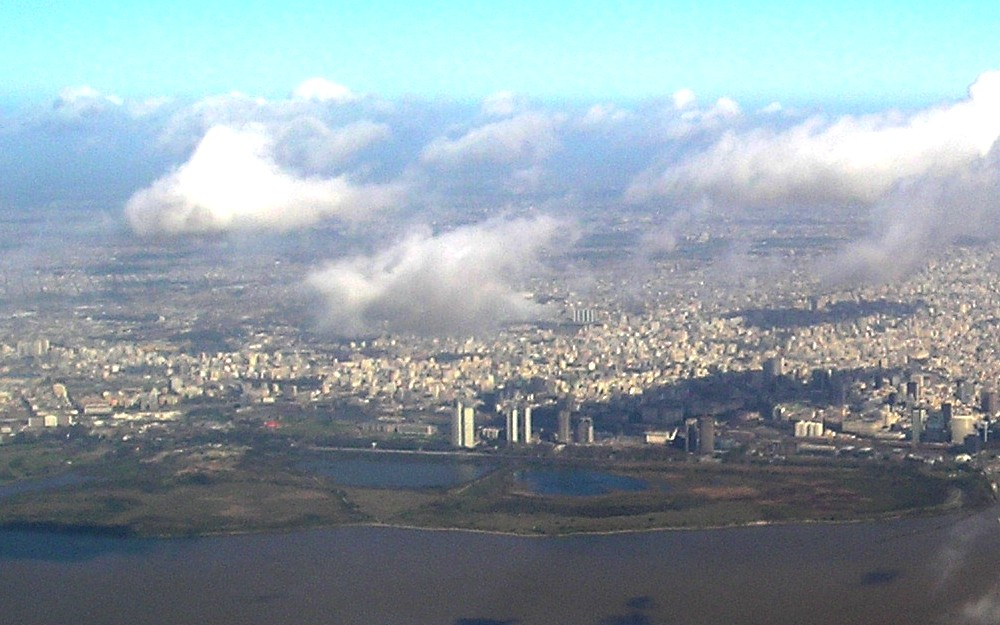
Vista aérea da Reserva Ecológica.

O endereço da reserva é Avenida Tristán Achával Rodríguez, 1550. Está aberta de 8 a 19 horas.
Uma atividade muito popular que se desenvolve dentro da mesma é a observação de aves e outros animais. Também é comum ver gente fazendo exercício ou passeando por seus caminhos, tirando fotografias (dali, se tem uma das melhores vistas da cidade) ou simplesmente descansando. A Reserva Ecológica é muito popular entre as pessoas jovens e de meia-idade (20-40), já que é ideal para realizar qualquer atividade física, de relaxamento ou espairecimento.

## Galeria de imagens

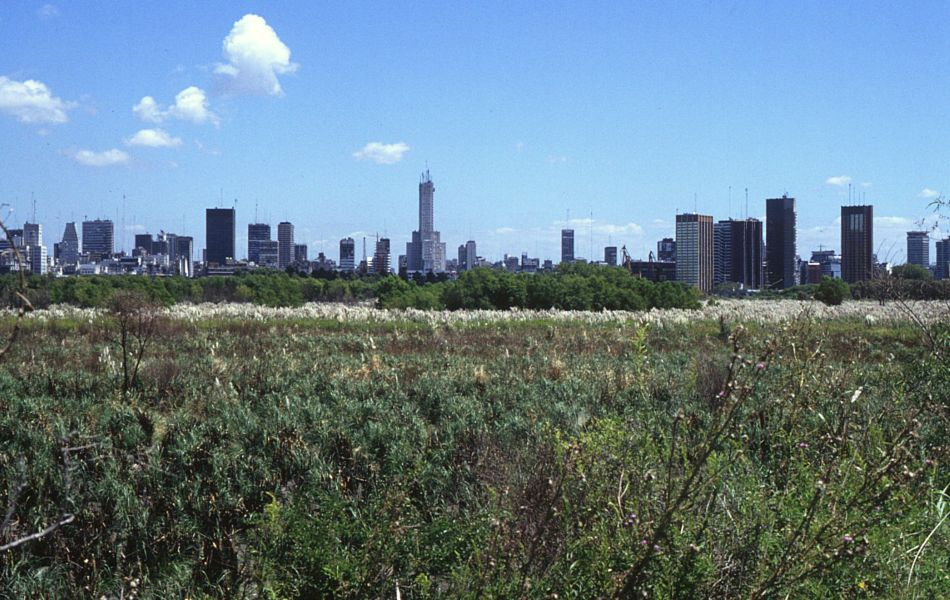
Vista panorâmica
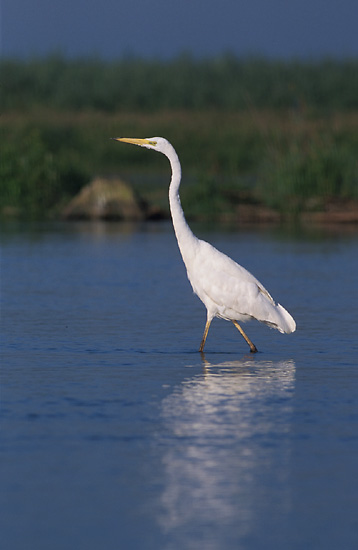
Ardea alba
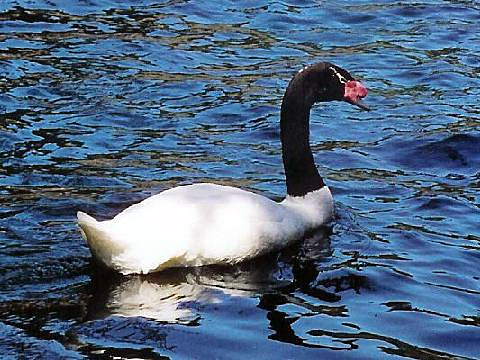
Cygnus melancoryphus
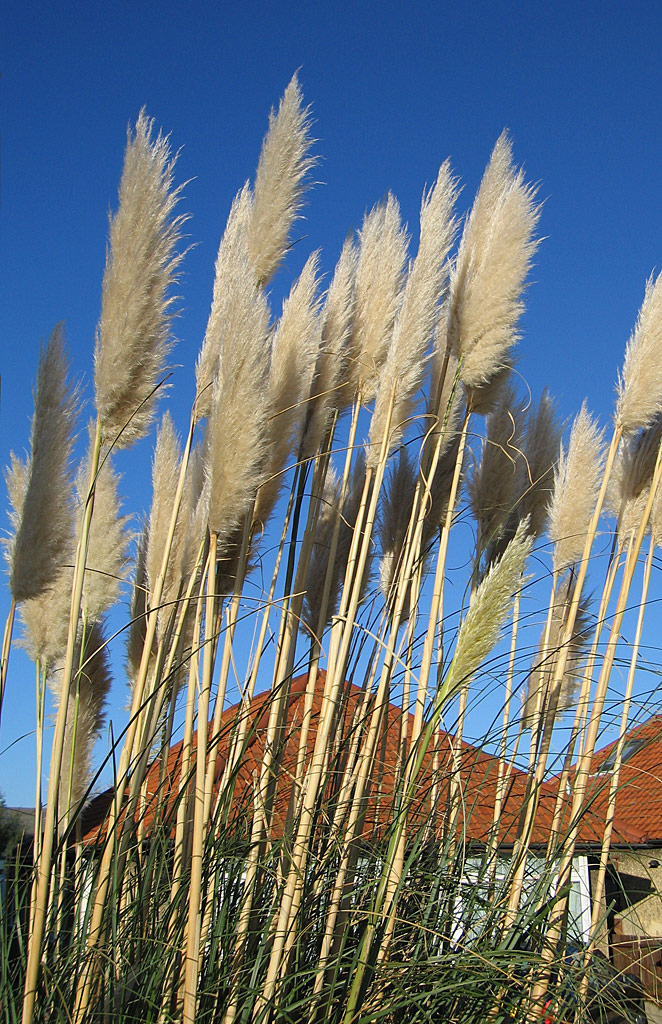
Cortaderia selloana
Vista panorámica